# Devgarh (Rajasthan)
Devgarh (oder Deogarh) ist eine Stadt im Distrikt Rajsamand im indischen Bundesstaat Rajasthan.
Devgarh hat ca. 17.500 Einwohner (Zensus 2011). Die Stadt liegt rund 140 km nördlich von Udaipur auf 638 m. ü. M. Sie ist umgeben von Bergen des Aravalligebirges und von zahlreichen Seen.
In der Geschichte Rajasthans war Devgarh eines der 16 Lehen (thikana), die der Maharana von Mewar vergab. Die Befestigungsanlage und der Palast von Devgarh wurden 1670 von Rawat Dwarka Dasji errichtet. Er war über 300 Jahre Residenz der Familie und befindet sich nach wie vor in ihrem Besitz. Er wurde zwischenzeitlich restauriert und wird heute als Hotel genutzt. Derzeitiger Herrscher ist Rawat Shri Veerbhadra Singhji II, der 16. Rawat Sahib von Deogarh, seit dem 18. August 2012.
Die Herrscher von Devgarh besaßen politisch und kulturell eine ziemlich große Unabhängigkeit. Unter den Rawats Jaswant Singh (reg. 1734–1776), Ragho Das (reg. 1776–1786) und Gokul Das (reg. 1786–1821) arbeiteten die beiden Maler Bagta (tätig ca. 1761–1814) und Chokha (tätig 1799–nach 1826) in Devgarh. In dieser Zeit wurde Devgarh zu einem der bedeutendsten Zentren der Malerei in Rajasthan.

Deogarh Mahal (2007)
SKH, der Thronfolger (2007)